# فلم رعب خارق للطبيعة
فيلم رعب خارق للطبيعة هو صنف من الأفلام يجمع بين عناصر الفيلم الرعب والفيلم الخارق للطبيعة. تشتمل الأحداث الخارقة في مثل هذه الأفلام غالبًا على أشباح وشياطين، والعديد من أفلام الرعب الخارقة للطبيعة تحتوي على موضوعات دينية. المواضيع المشتركة في هذا النوع هي الآخرة والشيطان والمس الشيطاني. ليس كل أفلام الرعب الخارقة للطبيعة تركز على الدين، ويمكن أن تحتوي على «عنف وحشي شنيع».

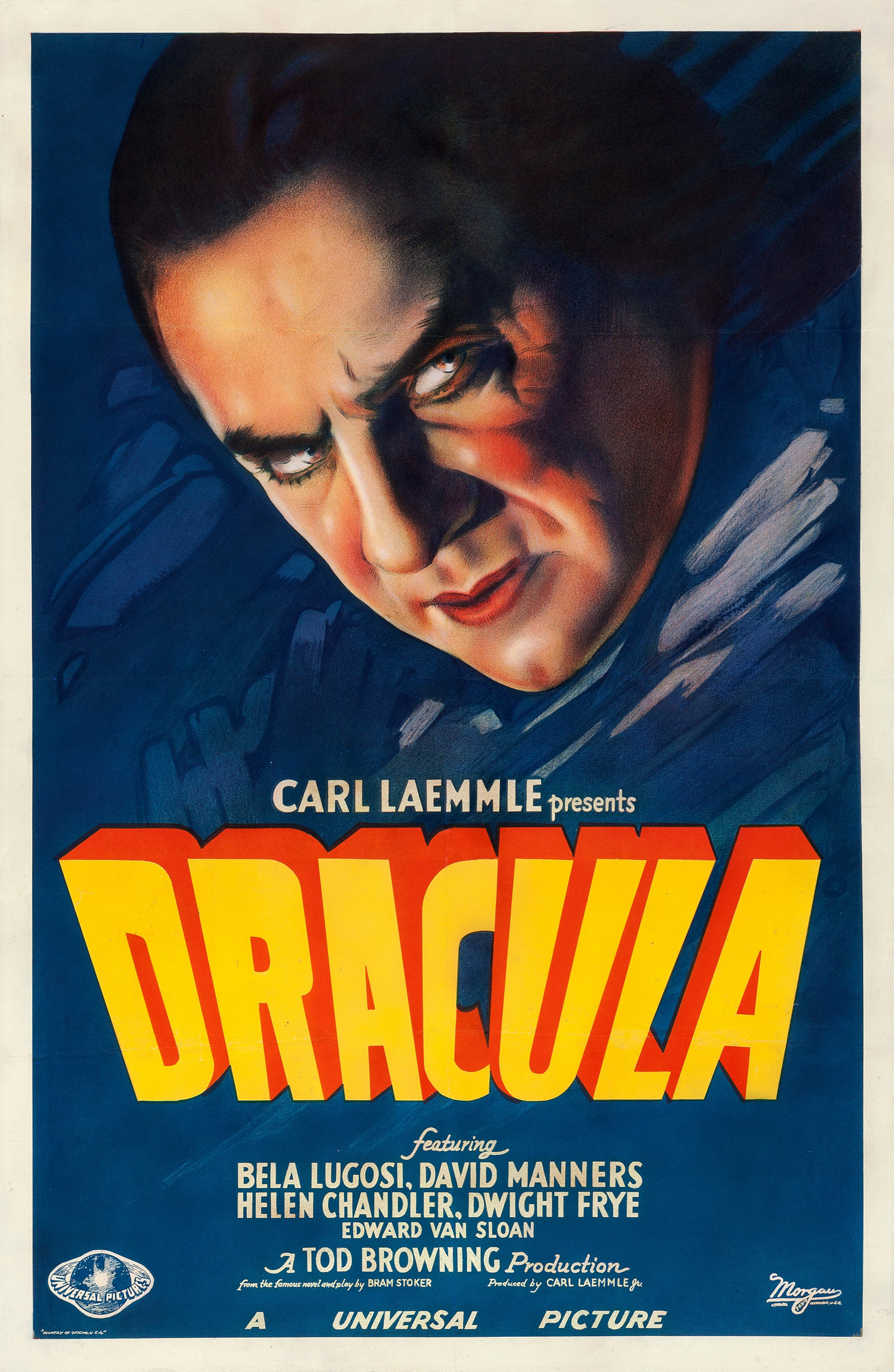
الملصق المسرحي لفيلم دراكولا 1931